# 色结堪苏·伦珠陶凯
色结堪苏·伦珠陶凯（藏語：སེར་སྐྱེས་མཁན་ཟུར་ལྷུན་གྲུབ་ཐབས་མཁས།，威利转写：ser skyes mkhan zur lhun grub thabs mkhas，1906年—1991年12月24日），男，藏族，西藏吉隆人，藏传佛教格鲁派高僧，中国佛教协会副会长、中国佛教协会西藏分会会长。

## 生平
1906年，伦珠陶凯生于西藏吉隆县一个贫苦农奴家庭，7岁时在相噶登曲科寺出家为僧，18岁到色拉寺学经，41岁获拉让巴格西学位。此后，伦珠陶凯悉心研究藏传佛教密宗经典。1956年来，历任西藏自治区筹备委员会委员、常委、西藏自治区宗教局副局长、西藏自治区第三届政协常委、西藏自治区四、五届人大常委会副主任、中国佛教协会副会长、中国佛协西藏分会会长等职务。
1987年拉萨骚乱时，伦珠陶凯在病床上向僧俗群众发表了电视讲话，表示反对分裂、维护国家统一。他还将一些寺庙的僧尼请到家里，要他们不要参与骚乱。